# اللغة اليابانية القديمة
اللغة اليابانية القديمة (上代日本語 Jōdai Nihon-go) هي أقدم مرحلة شهدتها اللغة اليابانية. يمكن العثور عليها في وثائق من فترة نارا (القرن 8)، وقد تطورت بعدها لليابانية الوسطى المبكرة في فترة هييآن اللاحقة، لكن التفريق الدقيق بين اللغتين مختلف عليه. كانت اليابانية القديمة تنتمي لعائلة اللغات اليابانية؛ ولم تثبت أي روابط بينها وبين عائلات لغات أخرى.
كانت اليابانية القديمة تكتب بمقاطع صينية، واستعملت تمثيلا أصبح بالتدريج صوتيا وموحدا وتطور لنظام مانيوغانا. باعتبارها لغة يابانية وخطوة في تطور اليابانية الحديثة، كانت بشكل أساسي لغة إلصاقية تتبع كلماتها ترتيب فاعل–مفعول به–فعل. لكنها تميزت ببعض الاختلافات الصوتية عن الأشكال اللاحقة من اليابانية، مثل بنيتها اللفظية الأبسط وفروقات بين عدة أزواج من المقاطع اللفظية لها نفس النطق في اليابانية الوسطى المبكرة وما بعدها. الانعكاسات الصوتية لهذه الاختلافات غير معروفة.

## أصول وتاريخ

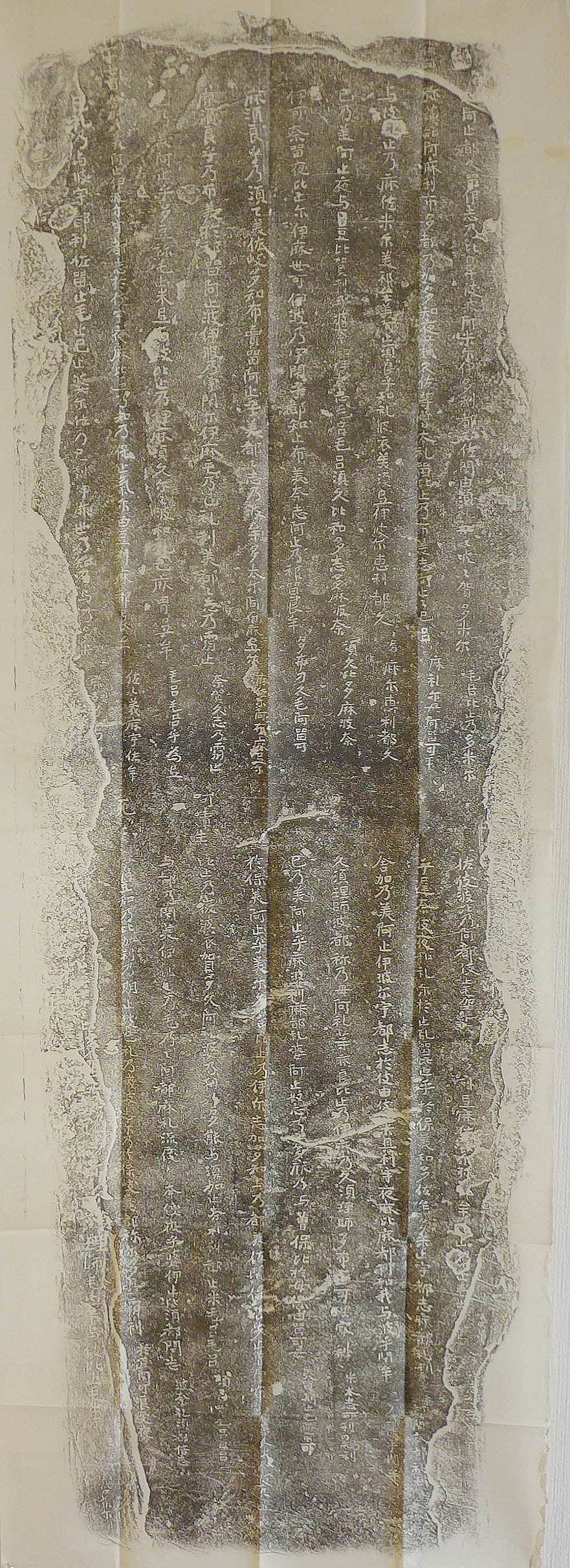
سخة من قصائد بوسوكوسيكي-كاهي المنقوش تقريبا سنة 752

تعرف اليابانية القديمة بكونها لغة فترة نارا (710–794) عندما كانت العاصمة هي Heijō-kyō (نارا حاليا). هذه هي فترة أقدم النصوص اليابانية التي هي 112 أغنية الموجودة في كوجيكي (712). المصادر الأدبية الكبرى الأخرى للفترة هي 128 أغنية في نيهون شوكي (720) و مان يوشو (حوالي 759) التي تجمع أكثر من 4500 قصيدة. توجد أيضا عينات قصيرة مثل 25 قصيدة في فودوكي (720) (و 21 قصيدة في بوسوكوسيكي-كاهي (حوالي 752). يتميز هذا الأخير بكونه كتابة أصلية، بينما نتجت مخطوطات النصوص الأخرى الناجية عن قرون من النسخ مع إمكانية وقوع أخطاء نسخية. تعتبر النصوص النثرية بالرغم من كونها أقل وفرة عاكسة لبناء اللغة اليابانية القديمة بشكل أكثر دقة مقارنة بالشعر. أهمها 27 نوريتو (نصوص شعائرية) المسجلة في إينغيشيكي (جمع سنة 927) و 62 سينميو (إعلانات قانونية إمبراطورية) المسجلة في شوكو نيهونغي (797).
يسجل عدد محدود من الكلمات اليابانية أغلبها الأسماء العلم وأسماء الأماكن صوتيا في نصوص صينية قديمة مثل قسم "Wei Zhi" في سجلات الممالك الثلاث (القرن 3 ميلادي)، لكن لا يمكن الاعتماد على كتابات الباحثين الصينيين عليها. تعود أقدم الكتابات الأصلية الناجية للقرنين 5 و 6، ومن بينها النصوص الموجودة في Suda Hachiman Shrine و Mirror Inariyama Sword و Eta Funayama Sword. كتبت هذه النصوص بالصينية الكلاسيكية لكنها تحتوي على عدة أسماء يابانية ممثلة صوتيا باستعمال مقاطع صينية. أصبحت مثل هذه التمثيلات أكثر شيوعا في فترة سويكو (592–628). تعتبر هذه المركبات شكلا من اليابانية القديمة عادة. من 10000 سجل ورقي محفوظ في شوسو-إن، اثنان فقط مكتوبان باليابانية القديمة ويعودان لحوالي 762. عثر على أكثر من 150000 لوح خشبي (mokkan) تعود لأواخر القرن 7 وأوائل القرن 8. تحمل الألواح نصوصا قصيرة، عادة باليابانية القديمة، تعكس أسلوبا أكثر عامية من القصائد والنصوص الشعائرية الموزونة في مجموع النصوص الأساسي.

## المزيد من القراءة
- Frellesvig، Bjarne؛ Whitman، John، المحررون (2008). Proto-Japanese: Issues and Prospects. John Benjamins. ISBN:978-90-272-4809-1.
  - Pellard، Thomas (2010). "Bjarke Frellesvig & John Whitman (2008) Proto-Japanese : Issues and prospects". Cahiers de Linguistique Asie Orientale. ج. 39 ع. 1: 95–114. DOI:10.1163/1960602810x00089. مؤرشف من الأصل في 2019-06-27.
  - Bentley، John R. (2011). "Triangulating the early language history of Japan". The Journal of Japanese Studies. ج. 37 ع. 1: 154–161. JSTOR:41337651.
- Hayata، Teruhiro (2000). "The liquid and stem-final vowel alternations of verbs in ancient Japanese". Gengo Kenkyu. ج. 2000 ع. 118: 5–27. DOI:10.11435/gengo1939.2000.118_5.
- Martin، Samuel E. (1987). The Japanese Language Through Time. New Haven: Yale University Press. ISBN:978-0-300-03729-6.
- Ōno, Susumu (2000). Nihongo no Keisei [The Formation of the Japanese Language] (باليابانية). Tokyo: دار إيوانامي شوتن للنشر. ISBN:978-4-00-001758-9. {{استشهاد بكتاب}}: الوسيط |عنوان أجنبي= and |عنوان مترجم= تكرر أكثر من مرة (help)
- Tōdō, Akiyasu; Kanō, Yoshimitsu (2005). Gakken Shin Kan-Wa Daijiten [Gakken new Chinese-Japanese character dictionary] (باليابانية). Tokyo: Gakushū Kenkyūsha. ISBN:978-4-05-300082-8. {{استشهاد بكتاب}}: الوسيط |عنوان أجنبي= and |عنوان مترجم= تكرر أكثر من مرة (help)
- Yuko، Yanagida (2012). "The Syntactic Reconstruction of Alignment and Word Order: The Case of Old Japanese". Historical Linguistics 2009: Selected papers from the 19th International Conference on Historical Linguistics. Historical Linguistics: Current Issues in Linguistic Theory. John Benjamins. ج. 320. ص. 107–128. DOI:10.1075/cilt.320.06yan. ISBN:978-90-272-7480-9.